# Beifan
Beifan (kinesiska: 孛畈) är en köping i Kina. Den ligger i provinsen Hubei, i den centrala delen av landet, omkring 110 kilometer nordväst om provinshuvudstaden Wuhan. Antalet invånare är 24 765. Befolkningen består av 12 401 kvinnor och 12 364 män. Barn under 15 år utgör 13,0 %, vuxna 15-64 år 73 %, och äldre över 65 år 13,0 %.
Runt Beifan är det tätbefolkat, med 476 invånare per kvadratkilometer. Närmaste större samhälle är Changling, 15,9 km norr om Beifan. Trakten runt Beifan består till största delen av jordbruksmark.
Genomsnittlig årsnederbörd är 1 301 millimeter. Den regnigaste månaden är juli, med i genomsnitt 192 mm nederbörd, och den torraste är december, med 15 mm nederbörd.